# Наранхо, Хосе
Хосе́ Альбе́рто Нара́нхо Риве́ра (исп. José Alberto Naranjo Rivera; 19 марта 1926, Ля-Экспериэнсия, Халиско — 13 декабря 2012, Гвадалахара) — мексиканский футболист, игравший на позиции нападающего, участник чемпионатов мира (1950, 1954).

## Биография

### Клубная карьера
Наранхо всю футбольную карьеру, которая насчитывала 16 сезонов, играл за «Оро».

### Карьера в сборной
В составе сборной Мексики принимал участие на чемпионате мира 1950 года, где сыграл в матчах со сборной Югославии (1:4) и сборной Швейцарии (1:2).
Спустя четыре года на чемпионате мира 1954 года сыграл в двух матчах со сборной Бразилии (0:5) и сборной Франции (2:3). Всего за сборную Мексики сыграл 15 матчей, в которых забил 3 гола.

### Смерть
Скончался 13 декабря 2012 года в возрасте 86 лет от болезни Альцгеймера, которой страдал в последние годы своей жизни.